# Амамийский язык
Амамийский язык, язык Амами (яп. 奄美方言 Амами хо:гэн) — один из двух севернорюкюских языков (амами-окинавских), входящих в состав рюкюской ветви японо-рюкюской семьи. Число говорящих — около 30 тысяч. Распространён на островах Амами в северной части островов Рюкю к югу от Кюсю. Наиболее близок окинавскому языку.
Диалекты амамийского языка делятся на две группы:
- северно-амамийское наречие:
  - северно-осимский диалект — север острова Осима (северо-запад префектуры Окинава)
  - кикайский диалект — остров Кикай (северо-восток префектуры Окинава)
- южно-амамийское наречие:
  - южно-осимский диалект — юг острова Осима (острова Ёро, Какерома, Уке) (север префектуры Окинава)
  - токуносимский — остров Токуносима (север префектуры Окинава)

Окиноэрабуский (остров Окиноэрабу) и йоронский (остров Йорон) диалекты, традиционно включавшиеся в амамийский язык из-за административных границ, лингвистически ближе к окинавскому языку.

## Фонетика

### Согласные
|                      | Губные    | Зубные | Альвеолярные | Пост- альвеолярные | Палатальные | Велярные        | Глоттальные | Нейтраль- ные |
| Взрывные и Аффрикаты | p pj b bj |        | t d          | tʃ tʃj             |             | k kj kw ɡ ɡj ɡw | ʔ ʔj ʔw     | Q             |
| Одноударные          |           |        |              | ɺ̠ ɺ̠j               |             |                 |             | Q             |
| Фрикативные          |           | θ      | s sj z zj    |                    | çj          | x xj            | h hj hw     | Q             |
| Носовые согласные    | m mj ʔm   |        | n nj ʔn ʔnj  |                    |             |                 |             | N             |
| Аппроксиманты        |           |        |              |                    | j           | w̜               |             |               |

### Гласные
Амамийский различает долгие и краткие гласные, которых в языке насчитывается по семь:
|              | Краткие     | Краткие | Краткие  | Долгие      | Долгие | Долгие |
| Передние     | Центральные | Задние  | Передние | Центральные | Задние |        |
| ------------ | ----------- | ------- | -------- | ----------- | ------ | ------ |
| Верх. подъём | i           | ɨ       | u        | iː          | ɨː     | uː     |
| Ср. подъём   | e           | ɘ       | o        | eː          | ɘː     | oː     |
| Ниж. подъём  |             | a       |          |             | aː     |        |